# Dianopachysaurus
Dianopachysaurus es un género extinto de paquipleurosaurio conocido de mediados del período Triásico Medio (piso del Anisiense) de la provincia de Yunnan, al suroeste de China. Fue hallado en el Lagerstatte de la formación Guanling. Fue nombrado y descrito por Jun Liu, Olivier Rieppel, Da-Yong Jiang, Jonathan C. Aitchison, Ryosuke Motani, Qi-Yue Zhang, Chang-Yong Zhou y Yuan-Yuan Sun en el año 2011 y la especie tipo es Dianopachysaurus dingi.
Dianopachysaurus está cercanamente relacionado con Keichousaurus, otro paquipleurosaurio chino. Ambos pertenecen a la familia Keichousauridae. Existe la hipótesis de que los paquipleurosaurios se originaron en la zona oriental del mar de Tetis (actual sur de China) antes de expandirse y diversificarse en el Tetis occidental en lo que ahora es Europa. Un gran linaje fantasma de paquipleurosaurios orientales se ha inferido basándose en la filogenia de este grupo. Dianopachysaurus representa un estadio primitivo en la radiación de los paquipleurosaurios y su edad temprana llena mucho de ese vacío.